# Magras con tomate

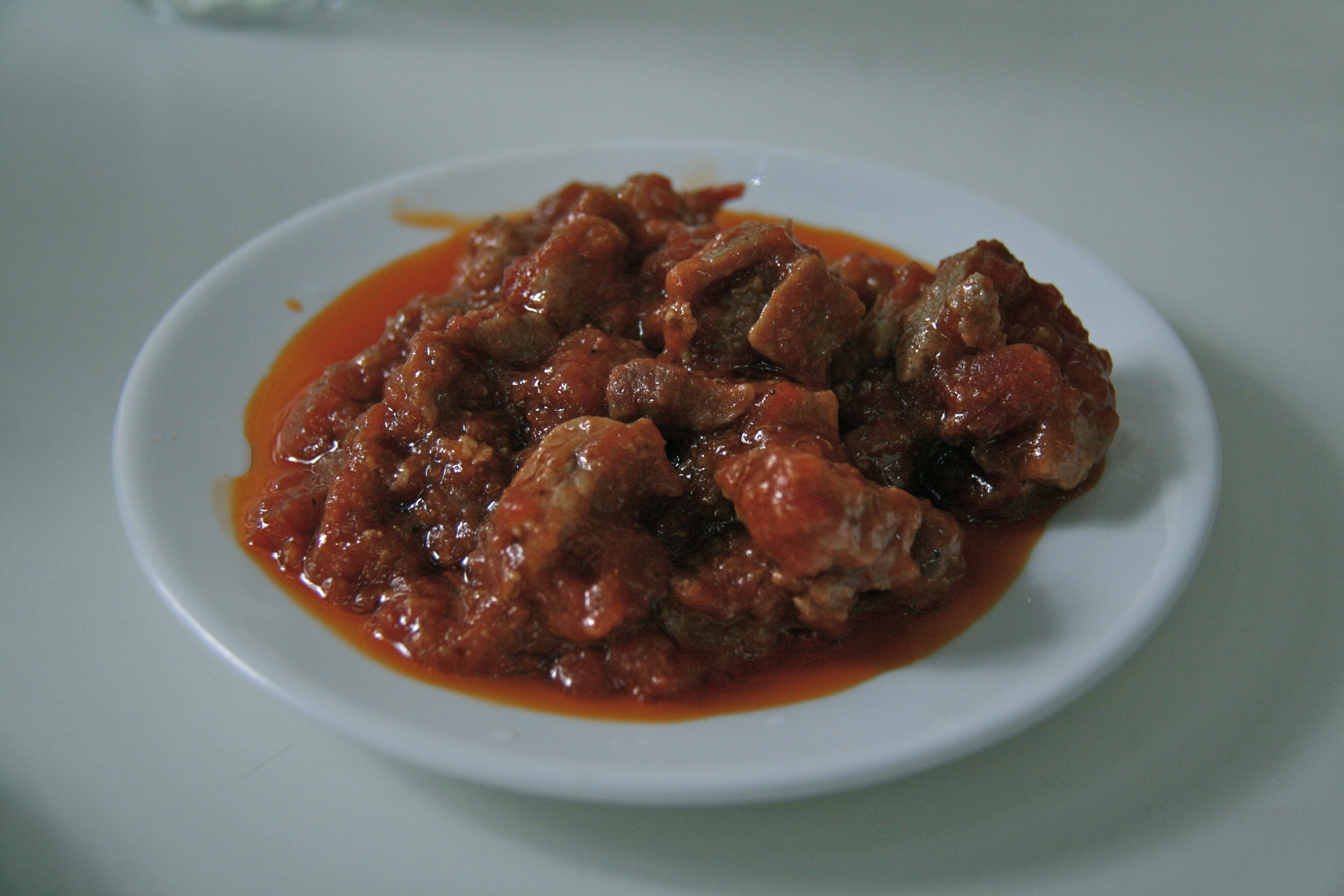
Magras con tomate servidas como una tapa en Murcia.

Las magras con tomate (a veces en una denominación más larga magras con tomate y huevos) es una preparación culinaria que contiene carne (magras de jamón) y salsa de tomate (tomate). La receta con diversas variantes es conocida en la cocina española del norte (cocina de Navarra), siendo su origen en la cocina aragonesa. En algunas ocasiones se sirve como desayuno.

## Características

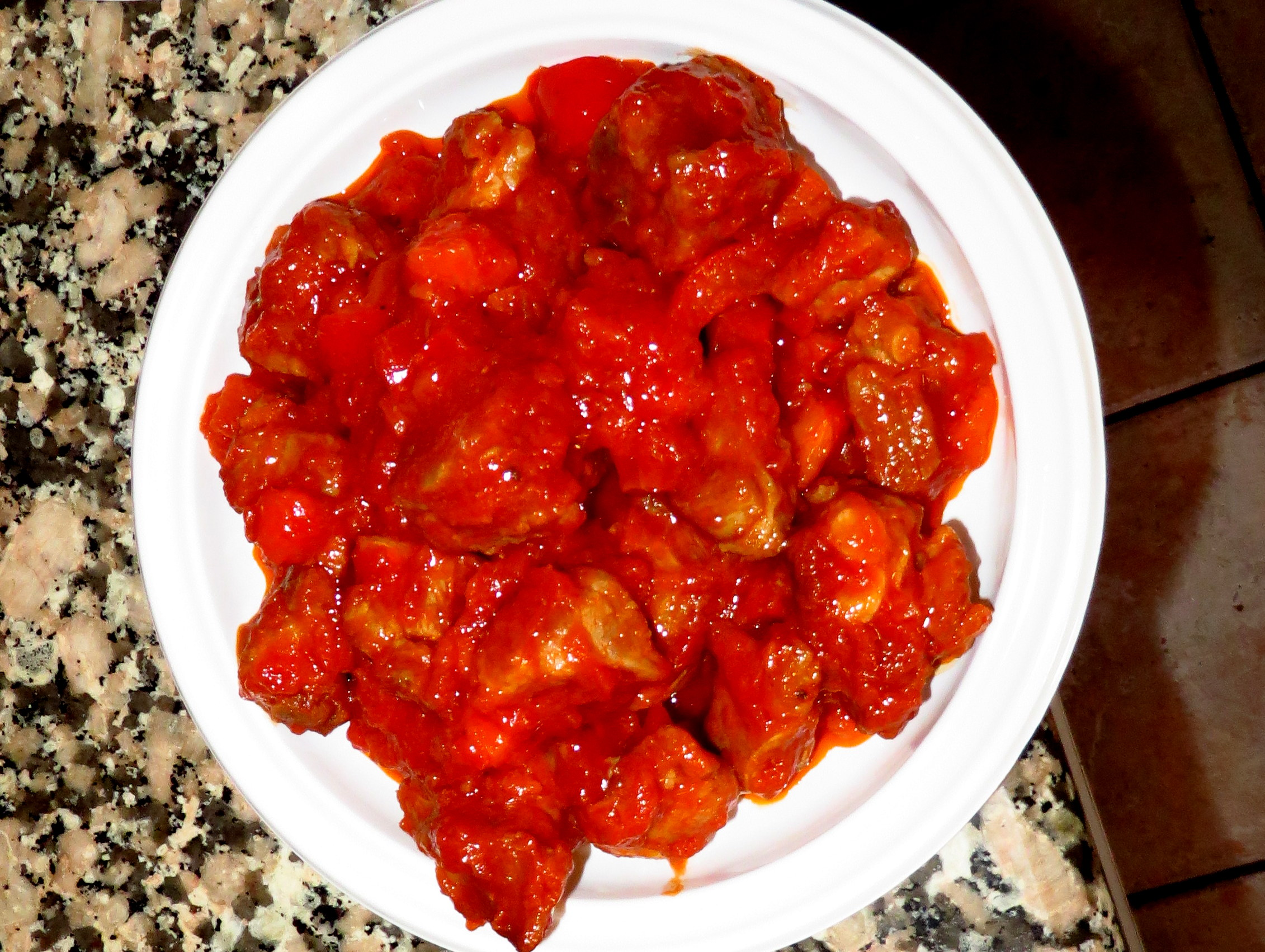
Magra con tomate y pimientos

La carne magra (limpia de grasa y tendones), y que es empleada en la receta, es por regla general de cerdo (lonchas de jamón de un centímetro de grosor,) que se fríe en aceite con ajos. La receta tradicional emplea magro de jamón. En algunas ocasiones si están en salazón se suelen poner en remojo de leche templada durante unas horas antes de ser preparadas. Suele emplearse un jamón no muy curado. Al pasarse por la sartén van dejando su grasa. Es habitual la elaboración de un picatoste con pan en la sartén en la que se frio previamente la carne de cerdo, justo antes de sofreir el tomate en la sartén y elaborar de esta forma la salsa. Era un alimento popular en el siglo XIX, tal y como lo reflejan algunos autores. Algunos autores las denominan magras turolenses.
En Navarra se suele hacer con jamón y huevo con salsa de tomate. En Pamplona la merienda habitual que se hace tras la lidia del tercer toro, son magras con tomate. A veces se emplean tomates enteros en la elaboración y su sofrito va preparando la salsa necesaria para elaborar la receta de magras. A veces se decora con pimientos rojos cortados en tiras.

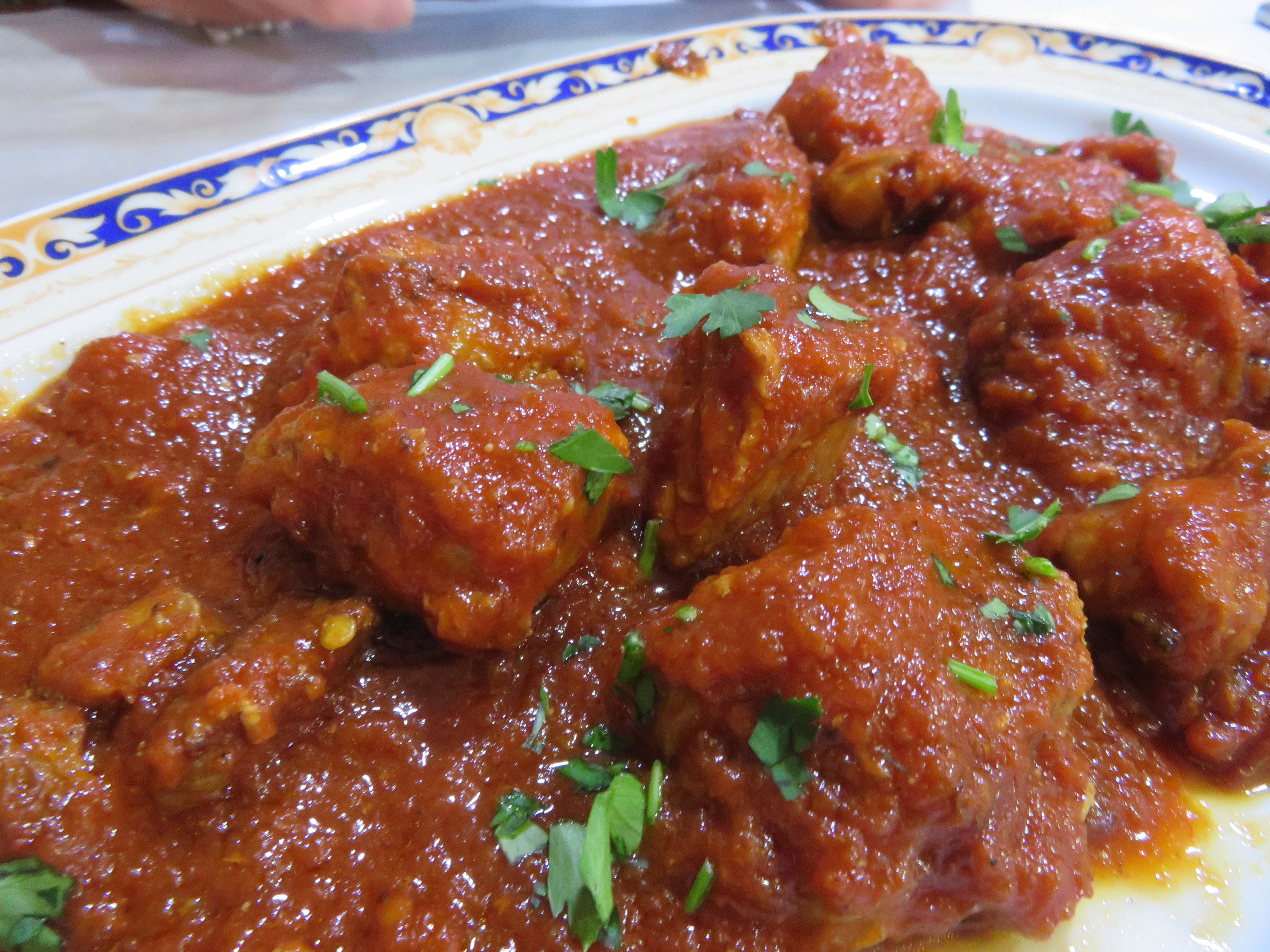
Magras de cerdo con tomate.